# Festiwal Bachowski Świdnica
Festiwal Bachowski Świdnica (dawniej: Międzynarodowy Festiwal Bachowski w Świdnicy, również: Bach Festival Świdnica) – odbywający się corocznie od 2000 roku w Świdnicy letni festiwal muzyczny prezentujący przede wszystkim kompozycje Jana Sebastiana Bacha i repertuar barokowy, ale też utwory romantyczne oraz współczesne, ze szczególnym uwzględnieniem tych zapomnianych i rzadko grywanych w salach koncertowych.
Dyrektorem artystycznym i inicjatorem Festiwalu Bachowskiego jest dyrygent i organista Jan Tomasz Adamus. Poza działalnością koncertową festiwal zajmuje się wspieraniem i promocją młodych talentów w ramach projektu Akademia Bachowska. Wspólnie z Capellą Cracoviensis zaprasza młodych śpiewaków i instrumentalistów grających na instrumentach historycznych do udziału w koncertach Orkiestry Festiwalowej. Muzycy doskonalą swój warsztat muzyczny poprzez udział w kursach mistrzowskich, które prowadzą znani wykonawcy związani z nurtem stylowego wykonawstwa muzyki dawnej: Kai Wessel, Andrew Parrot, Fabio Bonizzoni. Festiwal współorganizują Capella Cracoviensis, Świdnicki Ośrodek Kultury i Parafia Ewangelicko-Augsburska w Świdnicy.

## Historia
Inspiracją dla powstania Festiwalu Bachowskiego był świdnicki Kościół Pokoju oraz jego historia: 31 grudnia 1729 kantorem (dyrektorem muzycznym) kościoła został pochodzący z Biedrzychowic koło Lubania Śląskiego uczeń Bacha, Christoph Gottlob Wecker (ca. 1700 – 1774). Ideą festiwalu jest pokazywanie muzyki w jej naturalnych kontekstach, wpisanie w kulturowe tło regionu, ożywianie nieoczywistych przestrzeni i promocja określonego sposobu spędzania wolnego czasu przez organizowanie połączonych z koncertami śniadań na trawie.
W ciągu pierwszych 15 lat istnienia festiwal gościł m.in. takich artystów jak Vincent Dumestre, Roberta Invernizzi, Teresa Kamińska, Edin Karamazov, Simone Kermes, Emma Kirkby, Karol Kozłowski, Andrew Lawrence-King, Carlos Mena, Matteo Messori, Anna Mikołajczyk, Mark Padmore, Jan Peszek, Luca Pianca, Marcin Świątkiewicz czy Marek Toporowski. Podczas festiwalu wystąpiło także wiele znanych zespołów i trup muzycznych, m.in. Arte Dei Suonatori, Akademie für Alte Musik Berlin, Orlando Consort, The Hilliard Ensemble, L’Arpeggiata, La Venexiana, Le Poème Harmonique, Les Talens Lyriques, Arte Dei Suonatori i Cantus Polonicus.